# Chorramschahr (Rakete)
Chorramschahr (persisch خرمشهر) ist eine iranische Mittelstreckenrakete. Die Rakete wurde von der Islamischen Revolutionsgarde entwickelt und steht unter deren Kontrolle.

## Geschichte
Der erste Test einer Chorramschahr erfolgte am 11. Juli 2016, wobei die Rakete kurz nach dem Start explodierte. Auch beim zweiten Test am 29. Januar 2017 explodierte die Rakete nach einer Flugstrecke von rund 900 km. Dieser Test geschah in einer politisch angespannten Phase zwischen dem Präsidenten der Vereinigten Staaten Donald Trump und dem Iran. Irans Präsident Hassan Rohani hatte kurz vor dem Test den Ausbau der militärischen Kapazitäten und des Raketenprogramm Irans angekündigt. Am 22. September 2017 wurde die Rakete auf einer Militärparade der Öffentlichkeit präsentiert, wobei die Rakete auf einem Sattelauflieger transportiert wurde. Am Raketenmotor war die Aufschrift „TYSK001“ appliziert. Zwischen 2019 und 2020 wurden mit einem abgeänderten Entwurf zwei weitere Testflüge durchgeführt, welche vermutlich erfolgreich verliefen.

## Technik
Bei der Chorramschahr handelt es sich um eine einstufige Mittelstreckenrakete mit einem Flüssigkeitsraketentriebwerk, die offenbar von der nordkoreanischen BM25 Musudan abgeleitet ist, welche wiederum auf der sowjetischen R-27 (SS-N-6 Serb) basiert. Die Raketen der Chorramschahr-Baureihe sollen nach iranischen Angaben eine Reichweite von 2000 km haben, was Israel, aber auch große Teile von Rumänien, Bulgarien und Griechenland bei einem Start vom Westen Irans abdeckt. Gemäß iranischen Angaben kann die Rakete auch mit Mehrfachsprengköpfen (MIRV) ausgerüstet werden. Westliche Analysten bezweifeln diese Angaben, da der Iran nicht über diese Technologie verfüge, geschweige denn, diese implementieren kann. Iranischen Angaben zufolge soll die Chorramschahr einen Streukreisradius (CEP) von 50 m erzielen. Westliche Analysten halten diesen Angaben für übertrieben und gehen von einem Streukreisradius von 500–1.500 m aus.
Iran verfügt mit der Shahab-3 bereits über eine Mittelstreckenrakete gleicher Reichweite.